# Caudron G.4

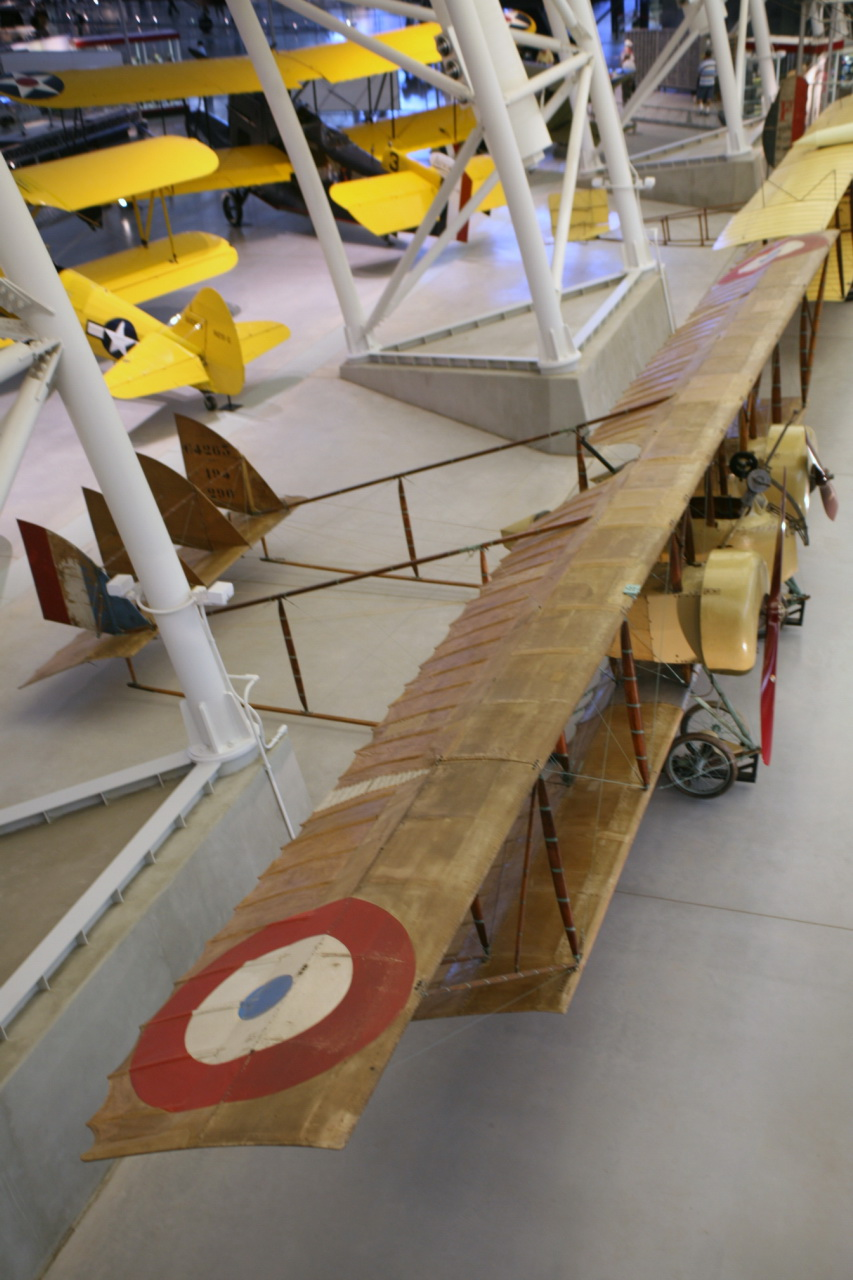
Caudron G.4 tại Trung tâm Steven F. Udvar-Hazy

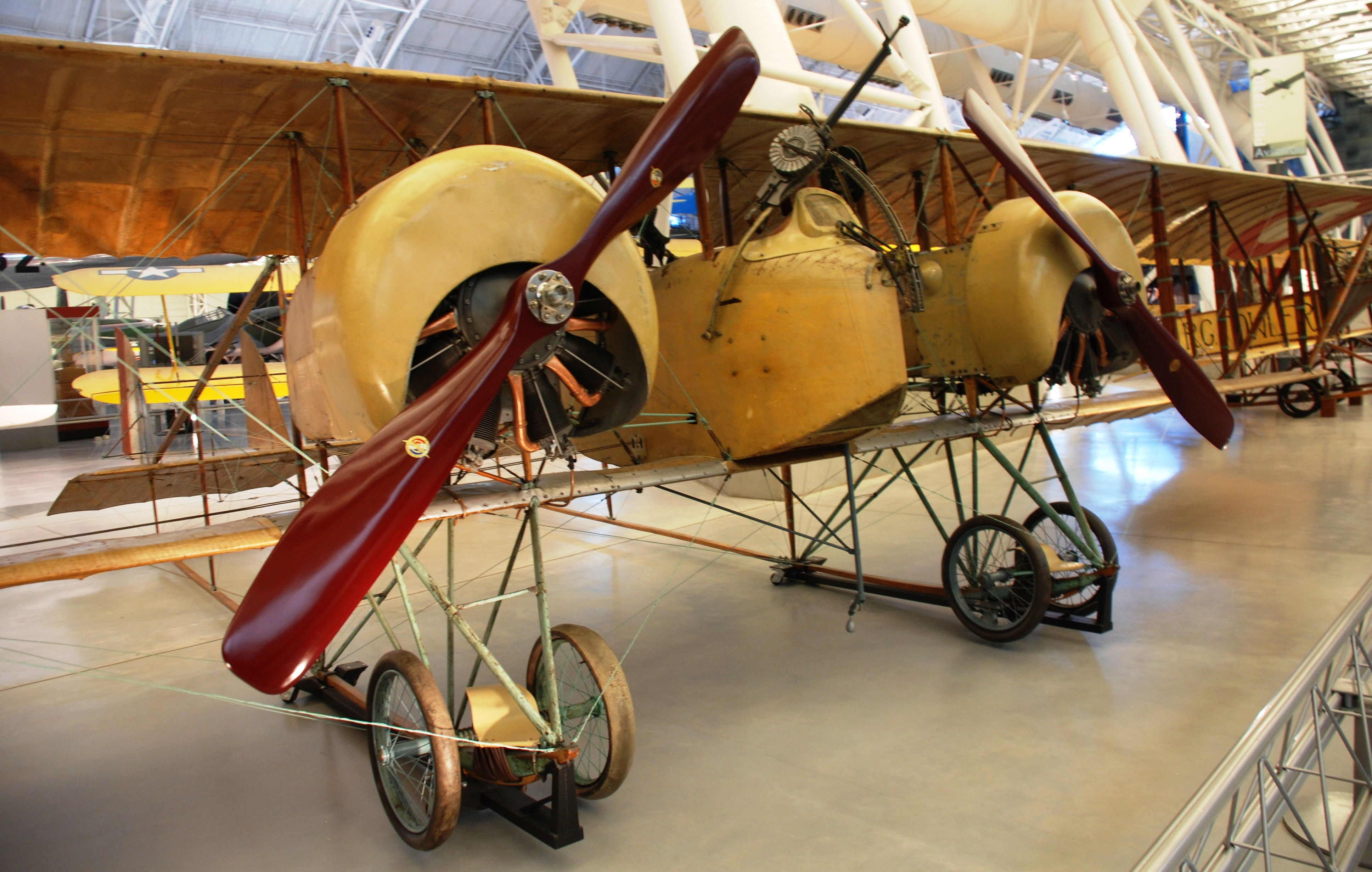
Caudron G.4 tại Trung tâm Steven F. Udvar-Hazy

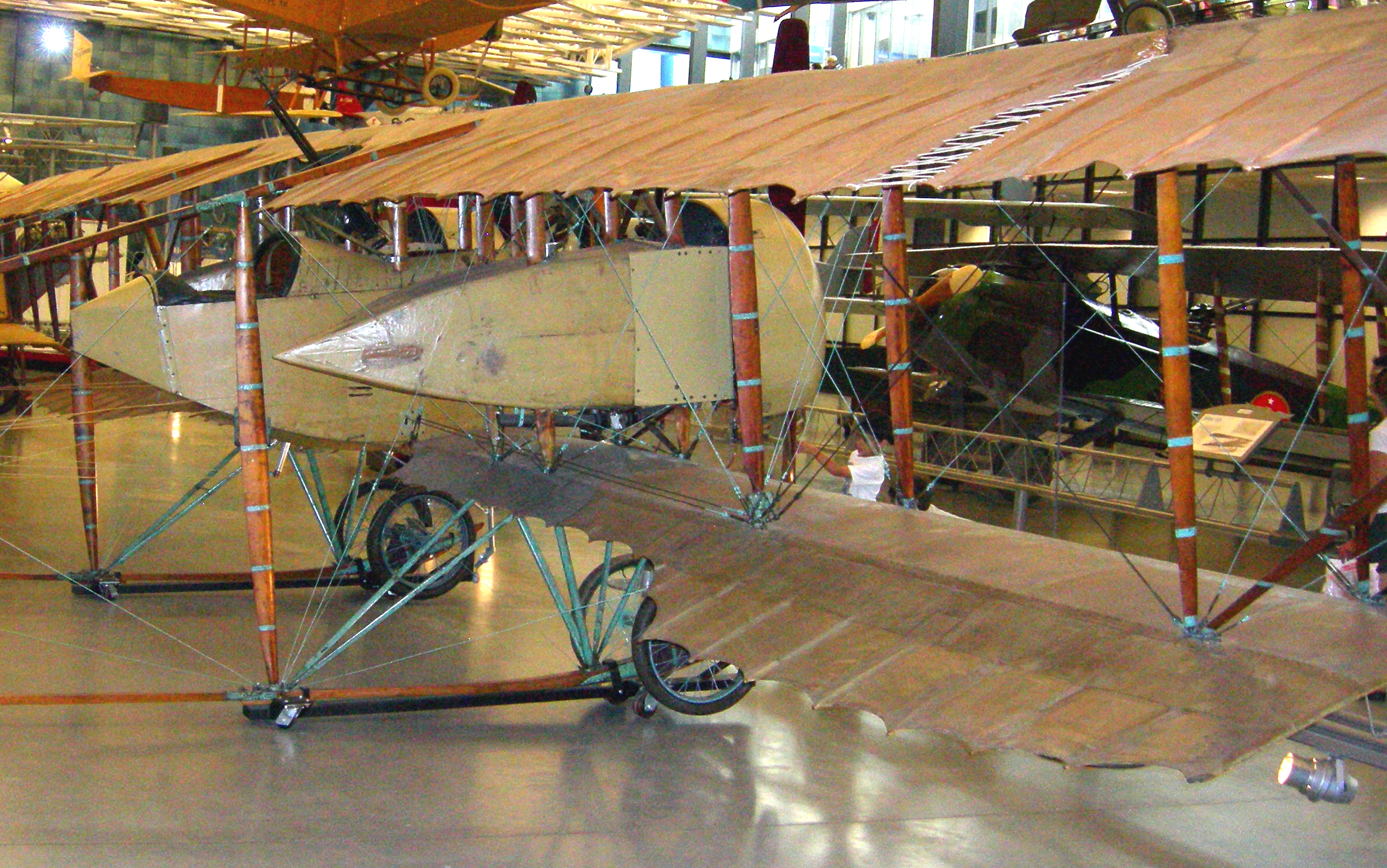
Caudron G.4 tại Trung tâm Steven F. Udvar-Hazy.

Caudron G.4 là một loại máy bay hai tầng cánh, hai động cơ của Pháp, được sử dụng làm máy bay ném bom một cách rộng rãi trong Chiến tranh thế giới I.

## Quốc gia sử dụng
Bỉ
 ColombiaKhông quân Colombia
 PhápAeronautique Militaire
 Phần LanKhông quân Phần Lan
 ÝRegia Aeronautica
 Bồ Đào NhaKhông quân Bồ Đào Nha
 RomâniaKhông quân Hoàng gia Romania
 NgaCục Không quân Đế quốc Nga
 Liên XôKhông quân Liên Xô
 Anh QuốcCục Không quân Hải quân Hoàng gia
 Hoa Kỳ
- Lực lượng Viễn chinh Hoa Kỳ
- Cục Không quân Lục quân Hoa Kỳ

 VenezuelaKhông quân Venezuela

## Tính năng kỹ chiến thuật (G.4)
Dữ liệu lấy từ Suomen ilmavoimien lentokoneet
Đặc điểm tổng quát
- Kíp lái: 2
- Chiều dài: 7,27 m (23 ft 10 in)
- Sải cánh: 17,20 m (56 ft 5 in)
- Chiều cao: 2,60 m (8 ft 6 in)
- Diện tích cánh: 38 m² (409 ft²)
- Trọng lượng rỗng: 733 kg (1.612 lb)
- Trọng lượng cất cánh tối đa: 1.180 kg (2.600 lb)
- Động cơ: 2 × Le Rhône C, 60 kW (80 hp)  mỗi chiếc

 Hiệu suất bay 
- Vận tốc cực đại: 124 km/h (67 knot, 77 mph)
- Trần bay: 4.000 m (13.100 ft)
- Thời gian bay: 3½ h

Trang bị vũ khí

- 1 × súng máy
- 113 kg (250 lb) bom